# Steingraben bei Städten
Der Steingraben bei Städten ist ein FFH-Gebiet in den Gemeinden Balgstädt und Lanitz-Hassel-Tal im Burgenlandkreis in Sachsen-Anhalt.

## Allgemeines
Das FFH-Gebiet ist circa 44 Hektar groß (beim Bundesamt für Naturschutz ist die Größe mit 40 Hektar angegeben). Es überlagert sich mit dem Landschaftsschutzgebiet „Finne-Triasland“. Es ist durch die Landesverordnung zur Unterschutzstellung der Natura 2000-Gebiete im Land Sachsen-Anhalt (N2000-LVO LSA) seit dem 21. Dezember 2018 rechtlich gesichert. Zuständige untere Naturschutzbehörde ist der Burgenlandkreis.

## Beschreibung
Das FFH-Gebiet liegt nordwestlich von Naumburg (Saale) im Naturpark Saale-Unstrut-Triasland. Es umfasst ein zweiteiliges Trockentalsystem in einer überwiegend landwirtschaftlich genutzten Landschaft. Die Täler sind bis zu zwanzig Meter tief in Muschelkalk eingeschnitten. Das südliche der beiden Täler wird vom Steingraben durchflossen, der allerdings nur temporär Wasser führt.
Die Flächen im FFH-Gebiet sind überwiegend bewaldet. Teilweise sind Grünlandbereiche zu finden. Die Wälder sind vielfach als Labkraut-Eichen-Hainbuchenwälder ausgebildet. In der Krautschicht siedeln Großes Zweiblatt, Grünliche und Zweiblättrige Waldhyazinthe und Purpurknabenkraut. Stellenweise sind auch Schlucht- und Hangmischwälder mit Zerbrechlichem Blasenfarn in der Krautschicht ausgebildet. Die Grünländer sind teilweise als Kalktrockenrasen ausgebildet. Hier siedeln Fiederzwenke, Aufrechte Trespe, Pyramidenschillergras, Taubenskabiose, Großblütige Braunelle, Echte Schlüsselblume sowie die Orchideen Purpurknabenkraut, Helmknabenkraut, Dreizähniges Knabenkraut, Mückenhändelwurz, Fliegenragwurz und Bienenragwurz.
Das Gebiet ist Lebensraum für die Fledermausarten Großer und Kleiner Abendsegler, Großes Mausohr, Große und Kleine Bartfledermaus, Braunes Langohr, Bechstein-, Breitflügel-, Fransen- und Nymphenfledermaus. Auch die Haselmaus ist hier heimisch. Die Trockenrasen sind Lebensraum für Schlingnatter und Zauneidechse.